# Tropisk musik
Tropisk musik eller Música tropical är en bred benämning på musik skapad av sång och instrument med "tropiska inslag", ofta associerad med karibisk musik. Vanligt är musik i upptempo men benämningen förekommer även på ballader. Termen används ofta på radioformat av Amerikanska och Latinamerikanska radiostationer.